# Balizia elegans
Balizia elegans là một loài thực vật có hoa trong họ Đậu. Loài này được (Ducke) Barneby & J.W.Grimes miêu tả khoa học đầu tiên.